# Menhire von Stanerandy
Koordinaten: 59° 7′ 44,6″ N, 3° 16′ 53,7″ W
Die Menhire von Stanerandy (auch Stanerandy Stones, Stanerandy Tumulus oder Stane Randa genannt) stehen östlich von Birsay, bei Finstown  auf der Orkneyinsel Mainland in Schottland.
Die Menhire von Stanerandy stehen etwa 2,0 m voneinander entfernt, auf einem kleinen, stark beschädigten ungefähr 2,0 m hohen Cairn. Der Raum zwischen ihnen ist größtenteils mit kleineren Lesesteinen angefüllt, so dass die ursprüngliche Form und Größe des Hügels nicht erkannt werden kann. Der Hügel befindet sich auf einem Kamm und ist wahrscheinlich ein Cairn, dem die beiden Steine später hinzugefügt wurden.

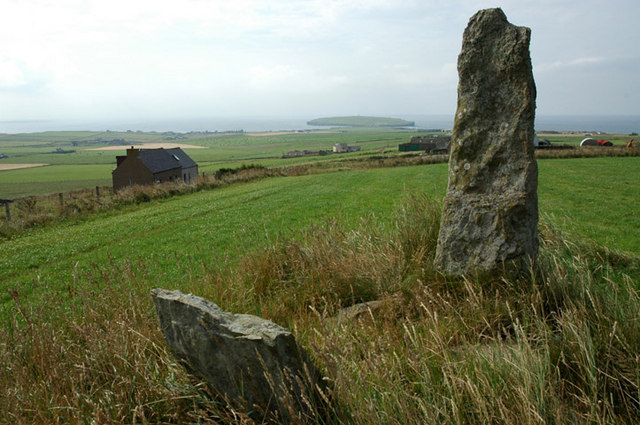
Menhire von Stanerandy

Der nordwestliche Stein ist 1,6 m hoch, an der Basis 68 cm breit, verjüngt sich auf 41 cm und ist bis zu 23 cm dick.
Der südöstliche Stein ist ein 0,6 m hoher Stumpf. Die Breite (an der Basis) beträgt 66 cm und die durchschnittliche Dicke beträgt 17 cm.